# Space Invaders Extreme 2
Space Invaders Extreme 2 est un jeu vidéo  édité par Taito Corporation, sorti en 2009 sur Nintendo DS. Ce shoot'em up fait suite à Space Invaders Extreme et fait partie de la série Space Invaders.

## Accueil
- Jeuxvideo.com : 15/20[1]